# 中央广播电视总台总部大楼

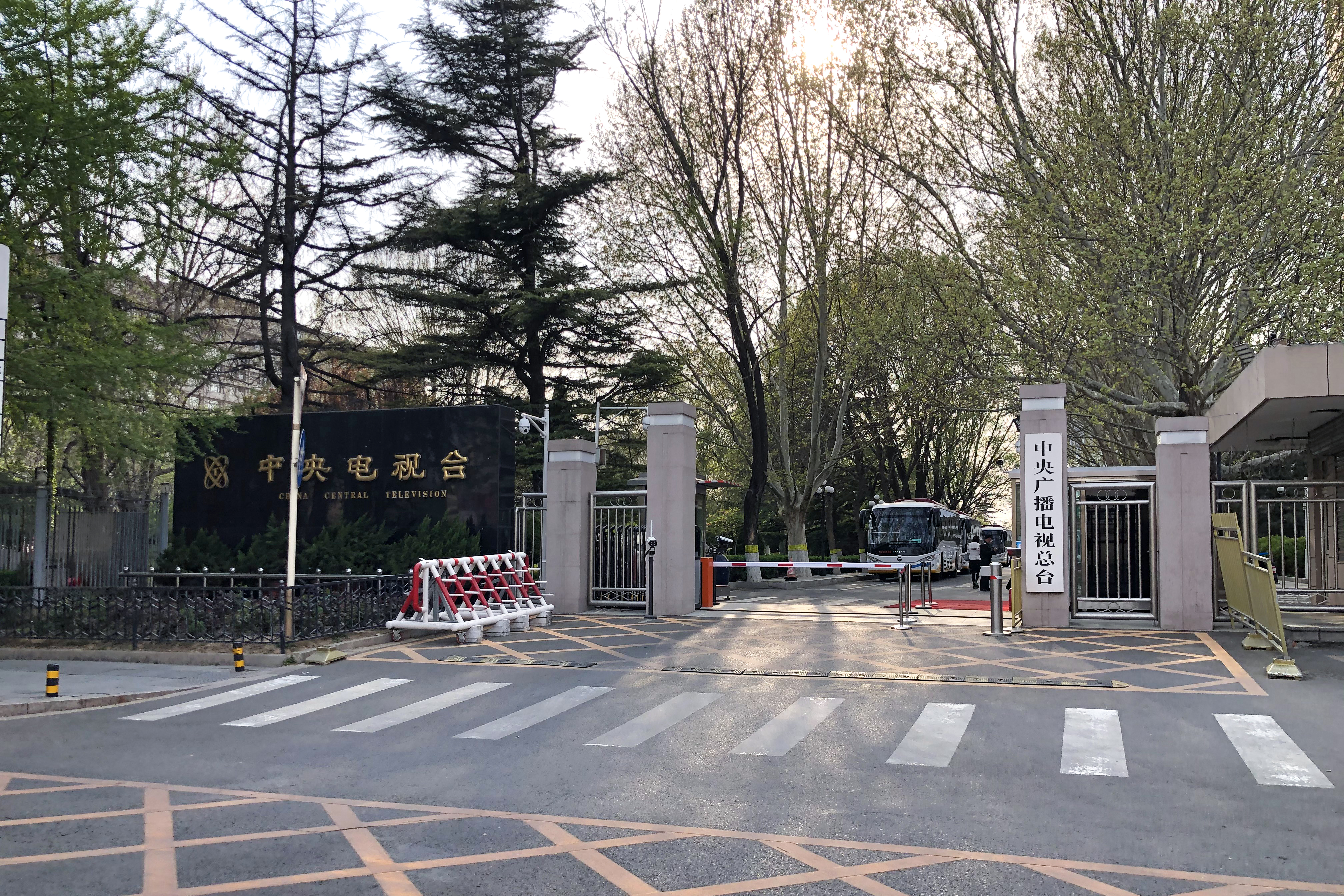
中央广播电视总台复兴路办公区东门挂有“中央广播电视总台”标牌和中央电视台蝴蝶台标

中央广播电视总台总部大楼，通稱总台总部大楼，位于中华人民共和国北京市海淀区复兴路11号，是中央广播电视总台的总部，故别称中央广播电视总台复兴路办公区及总台复兴路办公区。

## 历史
1972年，为发展彩色电视广播需要，北京电视台（后改名中央电视台）决定兴建一座现代化大型电视中心，1973年成立新台工程建设处，选址几经周折，最后选定北京复兴门外的蔡公庄（现属羊坊店街道）。1976年开始设计工作。1981年纳入国家“六五计划”和全国50项重点建设项目之一。1983年5月，中央电视台彩色电视中心（简称彩電中心）主楼开工建设。1984年3月，制作楼开工。1986年末落成。彩电中心主樓24層，高110米，建築面積84000平方米，位於中國人民革命軍事博物館附近、玉淵潭畔，曾是北京十大建築之一。
1988年3月15日，央視總部從廣播大廈院內原址遷至中央电视台彩色电视中心。
1997年，彩电中心圆楼中部的天井被改建为一号演播大厅，该演播厅自1998年以来一直是春节联欢晚会的主会场。
中国中央电视台总部大楼（央视新址）竣工交付后，2013年6月17日，除电影频道以外的央视24个公共类频道的信号正式通过央视总部大楼对外播出。此后，彩电中心又称为中央电视台复兴路办公区（俗称央视旧址、央视老址）。2018年中国中央电视台建制撤销前，央视彩电中心和央视总部大楼是中央电视台的主要办公地点。
现今，央视绝大多数的电视频道已经迁至中央广播电视总台光华路办公区办公，中央电视台新闻频道、部分央视付费数字频道及春晚等节目的制作维持在中央广播电视总台总部大楼办公。
2018年4月19日上午，中央广播电视总台举行正式揭牌仪式，本部设在彩电中心，原中央电视台复兴路办公区正门改挂中央广播电视总台牌子；2019年9月26日，中央广播电视总台的统一识别标志（CI）发布，总台总部大楼的央视标志和“中央电视台”字样（不含大楼楼顶的央视蝴蝶标）几日后随即被拆除，更换为总台“CMG”识别标志和“中央广播电视总台”中英文字样。

## 延伸阅读
- Balmond, Cecil. . . New York: Museum of Modern Art. 2008: 48–65. ISBN 0870707035.